# Alexis Fontaine des Bertins

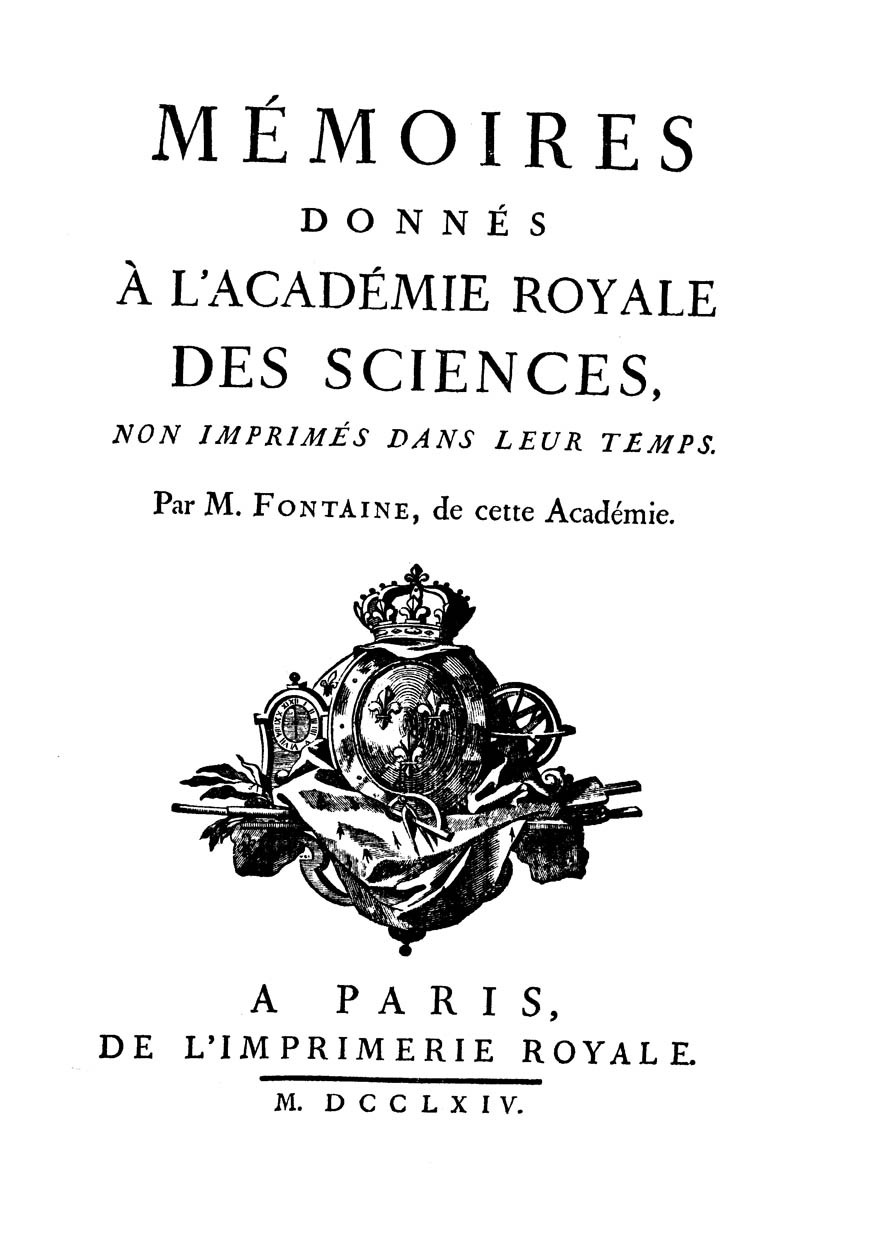
Mémoires donnés à l'Académie royale des sciences, 1764

Alexis Fontaine, cunoscut și ca Alexis Fontaine des Bertins (n. 13 august 1704 la Claveyson - d. 21 august 1771 la Cuiseaux) a fost un matematician francez.
A fost profesorul matematicianului Jean-Jacques de Marguerie.

## Biografie
La 20 de ani a rămas orfan de tată.
Citind o carte de geometrie, a descoperit această știință spre al cărui studiu se îndreaptă, deși părinții îl sfătuiseră să studieze Dreptul.
Se instalează la Paris, unde se împrietenește cu Clairaut și Maupertuis.
În 1733 a fost ales membru al Academiei de Științe din Paris.
În 1764 s-a retras la Cuiseaux, unde și-a achiziționat o mică fermă și își petrece ultima parte a vieții.

## Activitate științifică
Printre temele cercetării sale științifice sunt incluse curbele tautocrone și brahistocrone și traiectoriile ortogonale.
A stabilit o metodă generală pentru rezolvarea multor probleme de maxim.
A stabilit unele teoreme referitoare la funcțiile omogene.
Începând cu 1739 s-a ocupat de teoria generală a ecuațiilor diferențiale și de calcul integral.
A dezvoltat unele idei noi și în mecanică.

## Scrieri
- 1732: Solutions des divers problèmes
- 1747: Sur la résolution des équations
- 1767: Addition à la méthode pour la solution des problèmes de maximis et minimis
- 1768: Sur les courbes tautocrones
- 1768: Problèmes de géométrie.

Biografia și activitatea sa a fost descrisă de Nicolas de Condorcet în lucrarea Éloge de Fontaine.